# Ицаринский язык
Ицаринский язык — один из даргинских языков, на котором говорят около 2000 человек, живущих в Дагестане, а точнее в селе Ицари. Распространён среди даргинцев. Согласно справочнику Ethnologue, скорее всего это диалект даргинского языка, хотя иногда рассматривается, как отдельный. Не взаимопонятен с даргинским литературным. Носители языка также проживают в селе Иван-кутан Дербентского района, посёлке Дружба Каякентского района, в селениях Первомайское, Михеевка, Косякино, Бондареновское Кизлярского района, а также в городах Махачкала, Кизляр, Дербент, Каспийск, Избербаш.

## Лексикология
Лексика ицаринского языка представляет собой совокупность всех лексем (слов), существующих или существовавших в даргинском кластере. В лексике присутствуют арабские заимствования, как и во всех дагестанских языках.

## Генеалогическая информация
Разновидность южнодаргинского языка, входящего в нахско-дагестанскую ветвь. Даргинские диалекты такие как сирхинский, ицаринский, тантынский, санжинский, цегнинский и другие довольно сильно различаются друг от друга, поэтому их принято считать полноценными языками.

## Ареальная информация
На нем говорят жители деревни Ицари, расположенной на юго-западе от Махачкалы. Многие носители расселены в других деревнях такие как Дружба или в Кизлярском районе Дагестана.

## Социолингвистическая информация
Общее число говорящих составляет примерно 2000 человек.
Ицаринский язык не имеет своей письменности, вместо этого носители пишут на русском или литературном даргинском. Сами жители между собой разговаривают на ицаринском, за пределами деревни – только в кругу семьи или другими ицаринцами. В остальных ситуациях для коммуникации используют русский и литературный даргинский. Новое поколение в качестве основного языка говорит на русском.

## Типологическая характеристика

### Тип (степень свободы) выражения грамматических значений
Ицаринский является синтетическим языком, где основным способом выражения грамматического значения является суффикс:
| (1) du         | k̅arawat-il-ǧu=w–da      |
| Я              | кровать-OBL-SUBESS[M]-1 |
| Я под кроватью |                         |

| (2) šaIq'i                      | taman.b=ih-ub        |  |
| чернила                         | [N]закончить:PF-PRET |  |
| 'Чернила (в ручке) закончились' |                      |  |

### Характер границы между морфемами
Ицаринский, как и другие языки нахско-дагестанской группы, проявляют агглютинацию, где аффиксы присоединяются к корню слова. Так, существительные имеют показатели категории рода, числа, падежа, принадлежности:
| (3) zajnab | qil-i=r      | r=ū–di         |
| Зайнаб     | дом-INESS[F] | ㅤ[F]быть-PAST |
| 'Зайнаб    | была         | дома'          |

У множественного числа нет суффикса, слово видоизменяется:
| (4) murad-la         | X̅˳e    | b=ū–di       |
| Мурад-GEN            | собака | [N]быть-PAST |
| У Мурада была собака |        |              |

VS
| (5) murad-la                     | X̅udi      | d=ū–di         |
| Мурад-GEN                        | собака:PL | [NPL]быть-PAST |
| ‘У Мурада было несколько собак.‘ |           |                |

### Локус маркирования

#### В посессивной именной группе
Маркирование зависимостное, обладатель указывается в генитиве:
| (6) t̄at̄i-la | qal |
| отец-GEN    | дом |
| Дом отца    |     |

#### В предикации
Маркирование зависимостное. Глагол может присоединять категории времени, аспекта, модальности, класса, лица и числа и согласуется с субъектом по лицу и числу:
(7) b=uc-ib–da
[N]ловить:PF-PRET-1
‘я поймал‘
| (8) du                     | žumaIʕ-li-j        | qil-i=w      | uǧ-an–da               |
| Я                          | пятница-OBL-SUPLAT | дом-INESS[M] | (M)остаться:IPF-OBLG-1 |
| Я останусь дома до пятницы |                    |              |                        |

Иногда маркирование отсутствует:
| (9) murad                    | maIhaImma-c̅illi | ㅤhejč-ib            |
| Мурад                        | Магомед-COM     | (M)ссориться:PF-PRET |
| Мурад поссорился с Магомедом |                 |                      |

### Тип ролевой кодировки
Зачастую в ицаринском в качестве кодировки используют эргативность. Агенс переходного глагола обозначается эргативом, а пациенс стоит в абсолютиве:
| (10) du-l | t’ult’ | b=uk-a-t̄a     |
| Я-ERG     | хлеб   | [N]есть-PRG-1 |
| Я ем хлеб |        |               |

Переходный глагол с пациенсом:
| (11) TaTi-l        | murad      | urc-ib            |
| Отец-ERG           | Мурад(ABS) | (M)ловить:PF-PRET |
| Отец поймал Мурада |            |                   |

В биабсолютивной конструкции агенс и пациенс стоят в абсолютиве, ими управляет главный глагол и вспомогательный соответственно:
| (12) it                     | arc    | d=irq'-an                  | w=ih-ub           |
| Он(ABS)                     | деньги | [NPL]получать:IPF-OBLG.PRT | [M]начать:PF-PRET |
| Он стал зарабатывать деньги |        |                            |                   |

Непереходная клауза с агенсом:
| (13) r=ax-ar |
| Она идет     |
| [F]идтиIPF-3 |

Непереходная клауза с пациенсом:
| (14) q’ulq’a      | b=ic’-ib             |
| Кувшин            | [N]наполнить:PF-PRET |
| Кувшин наполнился |                      |

### Базовый порядок слов
При нейтральном порядке — SVO. 
Однако порядок может быть относительно свободным при условии что зависимые с предлогом не должны отделяться от главного слова. Ещё одно ограничение касается именного модификатора родительного падежа, который нельзя ставить в послелог. 
Зачастую можно встретить порядок SOV:
| (15) murad          | šahar-ri-Ci     | aǧ-ur             |
| Мурад               | город-OBL-ILLAT | ㅤ уехать:PF-PRET |
| Мурад уехал в город |                 |                   |

| (16) bec'                               | wac'a-ǧu=b=al | b=ebs̄̌-ib          |
| Волк                                    | лес-SUBDIR[N] | [N]бежать:PF-PRET |
| Волк бежал по линии нижней границы леса |               |                   |

## Фонетика и фонология

### Согласные
|           |             | Лабиальные | Дентальные | Альвеолярные | Велярные | Увулярные | Фарингалы | Глоттальные |
| --------- | ----------- | ---------- | ---------- | ------------ | -------- | --------- | --------- | ----------- |
| Плозивы   | Голосовые   | b          | d          |              |          |           |           |             |
|           | Слабые      | p          | t          |              | k        | q         |           |             |
|           | Напряженные | p̅          | t̄          |              | k̅        | q̅         |           |             |
|           | Эйективы    | p'         | t'         |              | k'       | q'        | ʕ         | ʔ           |
| Фрикативы | Голосовые   | (f)        | z          | ž            | ǧ        | Z         | H         | h           |
|           | Слабые      |            | s          | š            | x        | X         |           |             |
|           | Напряженные |            | s̄          | s̄̌            | x̅        | X̅         |           |             |
| Аффрикаты | Слабые      |            | c          | č            |          |           |           |             |
|           | Напряженные |            | c̄          | c̄̌            |          |           |           |             |
|           | Эйективы    |            | c          | č'           |          |           |           |             |

А также резонанты: w, j, m, n, l, r
Звук [f] присутствует лишь в нескольких идеофонах: uf.bik'˳araj - 'дуть' (о человеке), fie (междометие).

### Гласные
|          | Верхние | Нижние   |
| -------- | ------- | -------- |
| Передние | i, ī    | u, ū, uI |
| Средние  | e, ē    |          |
| Нижние   |         | a, ā, aI |

## Другие особенности

### Согласование лиц
Одной из отличительных черт ицаринского языка является личное согласование в предикативной клаузе, которое может управляться любым из двух существительных. Выбор определяется по иерархии 2 > 1 > 3 вне зависимости от порядка слов. В случае если в предложении отсутствует 2 лицо, глагол согласуется с 1 лицом, если нет 1 лица, значит согласованием управляет 3 лицо:
| (17) nus̄̌a                    | urk’-bi   | ač       | Xalq̅–da |
| Мы                           | сердце-PL | открытый | толпа-1 |
| Мы люди с открытыми сердцами |           |          |         |

В предложениях с непереходными глаголами согласованием управляет слово, стоящее в абсолютиве. В случае с переходными глаголами глагол подчиняется иерархии 2 > 1 > 3 и неважно является ли второе лицо агенсом или пациенсом:
| (18) u-l           | du     | uc-ib–di              |
| Ты-ERG             | Я(ABS) | (M)ловить:PF-PRET-2SG |
| Ты поймал (2) меня |        |                       |

## Список сокращений
1, 2, 3 - первое, второе, третье лицо соответственно
[N] - non-human - маркер, обозначающий животных и неживые предметы в единственном числе
[NPL] - non-human во множественном числе
[M] - маркер мужского рода
[F] - маркер женского рода
SG - единственное число
PL - множественное число
INESS - один из локативных падежей, имеет значение "в"
GEN - генетив
COM - комитатив
SUBDIR - послелог в значении "движение по нижней поверхности"
SUBESS - послелог в значении "под"
PF - перфект
IPF - имперфект
PRET - претерит
PAST - прошедшее время
EXST - глагол существования
COM - комитатив
ERG - эргатив
PRG - аффикс прогрессива
(ABS) - абсолютив
OBLG - аффикс облигатива
ILLAT - иллатив
SUPLAT - превосходная степень/локализация